# Buettikeria echinocephala
Buettikeria echinocephala är en skalbaggsart som beskrevs av Nikolajev 2004. Buettikeria echinocephala ingår i släktet Buettikeria och familjen Melolonthidae. Inga underarter finns listade.